# 2e cérémonie des Visual Effects Society Awards
 (juin 2020).
Si vous disposez d'ouvrages ou d'articles de référence ou si vous connaissez des sites web de qualité traitant du thème abordé ici, merci de compléter l'article en donnant les références utiles à sa vérifiabilité et en les liant à la section « Notes et références ».
La 2e cérémonie des Visual Effects Society Awards (VES Awards), organisée par la Visual Effects Society, a eu lieu le 18 février 2004 et à récompenser les meilleurs effets visuels de l'année 2003

## Palmarès

### Meilleurs effets visuels dans un film axé sur les effets
- Le Seigneur des anneaux : Le Retour du roi (The Lord of the Rings: The Return of the King)
  - Matrix Revolutions
  - Pirates des Caraïbes : La Malédiction du Black Pearl (Pirates of the Caribbean: The Curse of the Black Pearl) – Jill Brooks, Hal T. Hickel, John Knoll et Patrick T. Myers

### Meilleurs effets visuels secondaire dans un film en prise de vues réelles
- Le dernier Samouraï
  - Bad Boys II
  - Master and Commander : De l'autre côté du monde

### Meilleur effet visuel unique de l'année sur n'importe quel support
- Matrix Revolutions pour "Trailer Top Crash"
  - Le seigneur des anneaux : Le retour du Roi
  - Hulk – Dennis Muren, Scott Benza, Michael Di Como et Wilson J. Tang

### Meilleur personnage animé dans un film enprise de vues réelles
- Le Seigneur des anneaux : Le Retour du roi (The Lord of the Rings: The Return of the King)
  - Hulk – Scott Benza, Jamy Wheless, Kevin Martel et Aaron Ferguson
  - Pirates des Caraïbes : La Malédiction du Black Pearl (Pirates of the Caribbean: The Curse of the Black Pearl) – Dugan Beach, Geoff Campbell, Sue Campbell et James Tooley

### Meilleur personnage animé dans un film d'animation
- Le monde de Nemo pour La baleine qui parle
  - Le monde de Nemo pour l'intérieur de La baleine

### Meilleurs effets spéciaux au service des effets visuels dans un film
- Pirates des Caraïbes : La Malédiction du Black Pearl (Pirates of the Caribbean: The Curse of the Black Pearl) – Jason Brackett, Robbie Clot, Geoff Heron et John McLeod
- Le Seigneur des anneaux : Le Retour du roi (The Lord of the Rings: The Return of the King) – Randall William Cook, Joe Letteri, Jim Rygiel et Dean Wright

### Meilleurmatte paintingdans un film
- Pirates des Caraïbes : La Malédiction du Black Pearl (Pirates of the Caribbean: The Curse of the Black Pearl) – Yanick Dusseault, Jonathan Harb, Susumu Yukuhiro
  - Hulk – Brett Northcutt et Joshua Ong
  - Peter Pan

### Meilleure modèle et maquette dans un film
- Le Seigneur des anneaux : Le Retour du roi (The Lord of the Rings: The Return of the King)
  - Pirates des Caraïbes : La Malédiction du Black Pearl (Pirates of the Caribbean: The Curse of the Black Pearl) – Dugan Beach, Geoff Campbell, James Tooley et Steve Walton pour le Capitaine Barbossa
  - Pirates des Caraïbes : La Malédiction du Black Pearl (Pirates of the Caribbean: The Curse of the Black Pearl) – Charles Bailey, Peter Bailey, Don Bies et Robert Edwards pour le HMS Intercepteur

### Meilleur photographie par effets spéciaux dans un film
- Matrix Reloaded
  - Pirates des Caraïbes : La Malédiction du Black Pearl (Pirates of the Caribbean: The Curse of the Black Pearl) – Tami Carter, Michael Conte et Carl Miller
  - Le Seigneur des anneaux : Le Retour du roi (The Lord of the Rings: The Return of the King)
  - Terminator 3 : Le Soulèvement des machines

### Meilleurs compositing dans un film
- Master and Commander : De l'autre côté du monde
  - La Ligue des gentleman extraordinaires
  - Le seigneur des anneaux : Le retour du Roi

### Meilleure performance d'acteur ou d’actrice dans un film à effets spéciaux
- Sean Astin pour le rôle de Samsagace Gamegie dans Le Seigneur des anneaux : Le Retour du roi (The Lord of the Rings: The Return of the King)
  - Keira Knightley pour le rôle de Elizabeth Swann dans Pirates des Caraïbes : La Malédiction du Black Pearl (Pirates of the Caribbean: The Curse of the Black Pearl)
  - Ludivine Sagnier pour le rôle de la fée Clochette dans Peter Pan

### Meilleurs effets visuels dans une série TV
- Buffy contre les vampires pour l'épisode "La Fin des temps, partie 2"
  - La Caravane de l'étrange pour l'épisode "Sur la route de Milfay"
  - Urgences pour l'épisode "Brothers and Sisters"
  - Les Monstres du fond des mers

### Meilleurs effets visuels dans une mini-série, un téléfilm ou un épisode spécial
- Battlestar Galactica
  - Dinosaure Planète
  - Les Enfants de Dune
  - Hélène de Troie

### Meilleurs effets visuels dans une publicité
- Johnnie Walker pour "Fish"
  - Nike pour "Game Breaker"
  - Nike pour "Speed Chain"

### Meilleurs effets visuels dans un clip
- Missy Elliot pour le clip Pass that Dutch
  - Outkast pour le clip Hey Ya!

### Meilleur effet pratique dans une publicité, un clip ou un programme TV
- La Caravane de l'étrange pour l'épisode pilote
  - La Caravane de l'étrange pour l'épisode "Tempête de sable"

### Meilleure matte painting dans une publicité, un clip ou un programme TV
- Smallville pour l'épisode "Affaire de famille"
  - Dinosaure Planète
  - NCIS pour l'épisode "Air Force One"

### Meilleure miniature et modèle dans une publicité, un clip ou un programme TV
- Hélène de Troie
  - Battlestar Galactica

### Meilleur compositing dans une publicité, un clip ou un programme TV
- Smallville pour l'épisode "Accélération"
  - Angels in America
  - Battlestar Galactica

## Spécials

### Lifetime Achievement Award
- George Lucas